# كفن تورينو

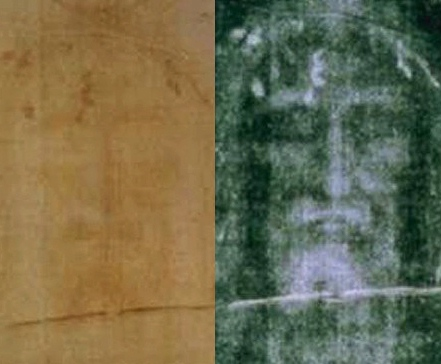
صورة سالبة لكفن تورينو

كفن تورينو هي قطعة كتان يقال بأنها كانت الكساء الذي كفن به السيد المسيح أثناء دفنه. تم الاحتفاظ بهذه القطعة منذ عام 1578 في المصلى الملكي بكاتدرائية سان جيوفاني باتيستا في مدينة تورينو الإيطالية. مقاسات القطعة 4.42 م × 1.13 م. تظهر القطعة، من الأمام والخلف، ما يشبه وجه رجل نحيف غائر العينين. تحتوي الصور على علامات لندبات ولطخات يعتقد بأنها دم. ظهرت القطعة لأول مرة في عام 1354.
في عام 1988 أقيمت بعض الاختبارات المستقلة باستخدام الكربون الإشعاعي أثبتت بأن القطعة قد تعود للفترة بين 1260 و1390 مما أشار إلى عدم صحة ذلك الاعتقاد، تم دحض جميع الفرضيات التي تم طرحها لتحدي التأريخ بالكربون المشع علميًا، بما في ذلك فرضية الإصلاح في العصور الوسطى، فرضية التلوث الحيوي، وفرضية أول أكسيد الكربون. في ديسمبر 2009 قال باحثون من جامعة القدس العبرية إنهم وجدوا، وللمرة الأولى ما يعتقد بأنه قطعة من كفن من الحقبة التي عاش فيها المسيح، قائلين إنها «مهمة جدا،» لأن الفحوصات أثبتت أن الكفن الذي جاءت منه القطعة يعود لرجل مصاب بمرض الجذام.

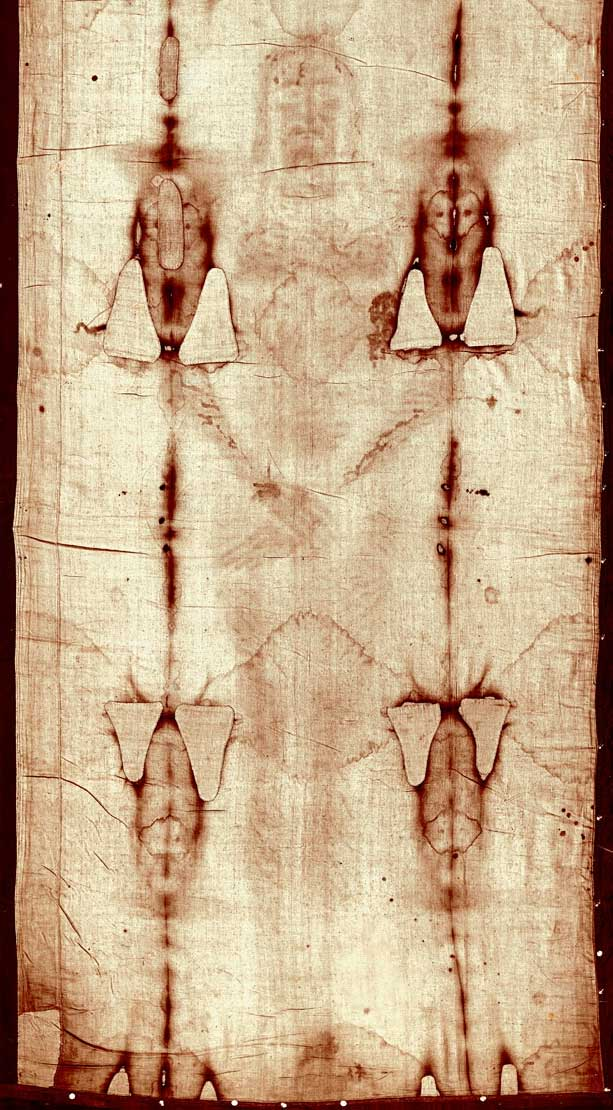
صورة سالبة أمامية للكفن

ويقول العلماء إن نسيج قطعة الكفن تلك التي عثر عليها مقبرة على أطراف مدينة القدس القديمة، أثار شكوكًا وتساؤلات حول «كفن تورينو،» الذي يعتقد كثير من الناس أنه استخدم لتكفين جسد المسيح. علمًا أن الكنيسة الكاثوليكية لم تدعي رسمَيا أن جسد المسيح قد دفن بهذا الكفن، مفضلة التركيز على المعاني التي يستلهمها اولئك الذين يطلعون عليه.
اثار جدلًا واسعًا بين الباحثين والمؤرخين فوفقًا إلى دراسة قام بها خبراء إيطاليين من جامعة البوليتكنيك في تورينو سنة 2014 وجدوا أن كفن تورينو إلى ان أي الكفن الذي دُفن فيه يسوع بعد صلبه بحسب المعتقد المسيحي ويحمل آثار الصلب وملامح المسيح كما يُطلق عليه، يعود بالفعل إلى يسوع المسيح. يشار إلى ان العلماء استبعدوا احتمال ان يكون الكفن مزيفاً، أو انه يعود لشخص آخر وفقاً لما تثيره بعض وسائل الإعلام بين الحين والآخر. وتركز عمل الخبراء على تحديد العمليات الفيزيائية والكيمياوية القادرة على إنتاج لون مماثل للون الصورة المطبوعة على الكفن. وتوصلوا إلى ان بلوغ الدرجة نفسها من اللون والنسيج وعمق الآثار الموجودة على القماشة لا يمكن إنتاجها إلا بمساعدة أشعة ليزر فوق بنفسجية وهي تكنولوجيا بالطبع لم تكن معروفة في القرون الوسطى.
بالمقابل ووفقا لعدد من الباحثين الذين شاركوا في الحفريات التي تمت في القدس، والاختبارات التي تبعتها، يعطي اكتشاف قطعة الكفن دليلا أكثر مصداقية على أن «كفن تورينو،» لا يعود للحقبة الرومانية حيث عاش المسيح، بل إلى حقبة لاحقة. وقال الدكتور شمعون غيبسون مدير بعثة الحفريات إن "بقايا الرجل الذي تم لفه بالكفن المكتشف تم تكفين جسده ورأسه بطرق تتفق مع شعائر الدفن التي كانت متبعة في تلك الحقبة،" لافتا إلى أن نسيج قطعة الكفن كان بدائيا ومختلف تماما عن نسيج كفن تورينو."

## وصلات خارجية
- موسوعة بريتانيكا
- صور لكفن تورينو